# Tecnologia assistiva

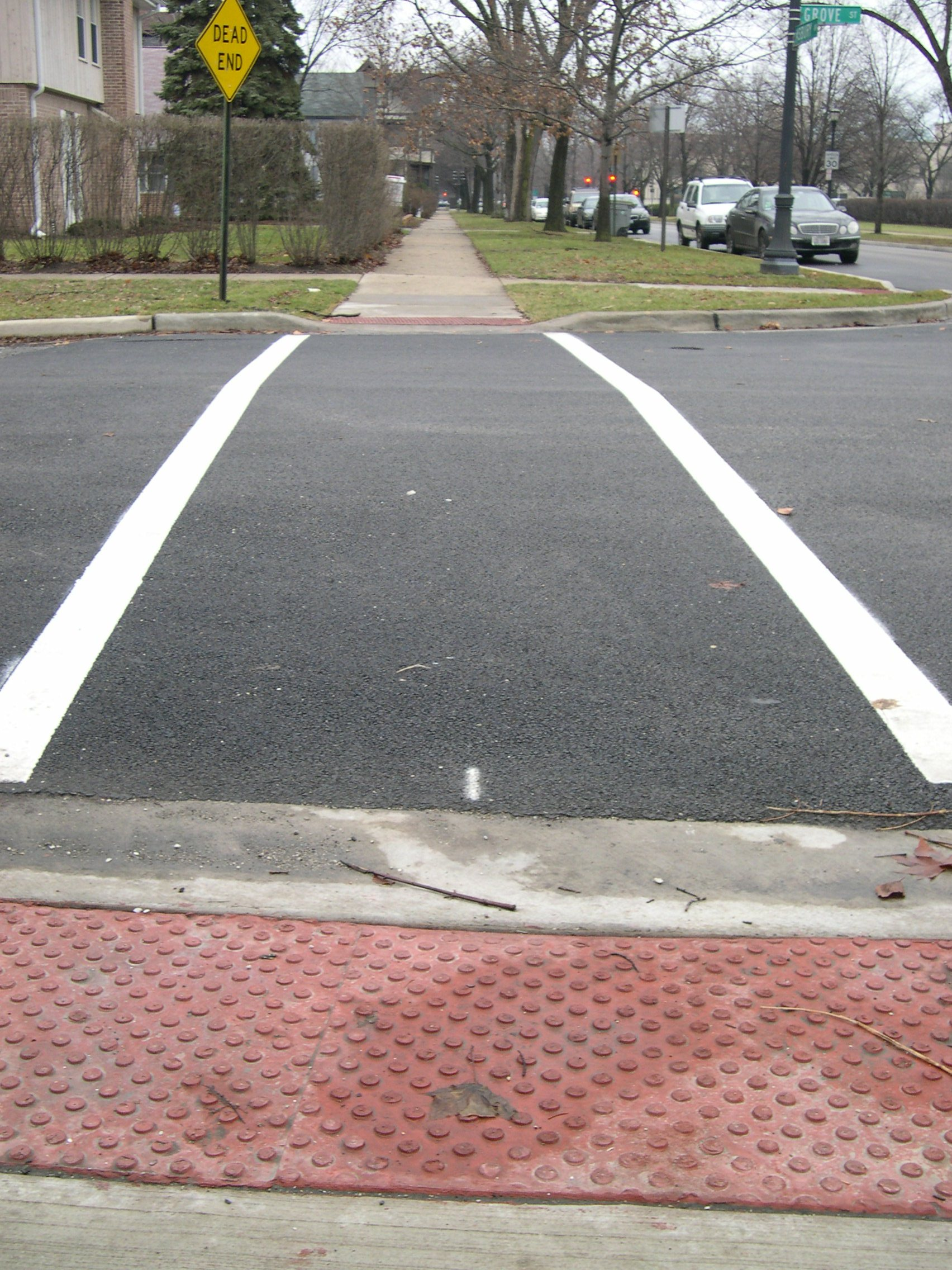
Cruzamento com indicadores.

O termo tecnologia assistiva(pt-BR) ou tecnologia de apoio(pt-PT?) agrupa dispositivos, técnicas e processos que podem prover assistência e reabilitação e melhorar a qualidade de vida de pessoas com deficiência. A tecnologia assistiva promove maior independência, permitindo que as pessoas com deficiência executem tarefas que anteriormente não conseguiam ou tinham grande dificuldade em realizar por meio de melhorias ou de mudanças de métodos de interação com a tecnologia necessária para executar estas tarefas.

## Tecnologia assistiva
Na sociedade da informação, muito tem-se falado sobre acessibilidade e design universal. Para permitir que  pessoas com deficiência tenha autonomia e independência, criou-se as tecnologias assistivas. Tecnologia assistiva são recursos e serviços que visam facilitar o desenvolvimento de atividades diárias por pessoas  com deficiência. Procuram aumentar as capacidades funcionais e assim promover a independência e a autonomia de quem as utiliza. (MELO, 2007, p. 94).
De acordo com o conceito proposto pelo Comitê de Ajudas Técnicas (CAT) da Secretaria de Direitos Humanos da Presidência da República: tecnologia assistiva é uma área do conhecimento, de característica interdisciplinar, que engloba produtos, recursos, metodologias, estratégias, práticas e serviços que objetivam promover a funcionalidade, relacionada à atividade e participação de pessoas com deficiência, incapacidades ou mobilidade reduzida, visando sua autonomia, independência, qualidade de vida e inclusão social (CAT, Ata da Reunião VII, SDH/PR, 2007).
Os recursos são todo e qualquer item, equipamento ou parte dele, produto ou sistema fabricado em série ou sob-medida utilizado para aumentar, manter ou melhorar as capacidades funcionais das pessoas com deficiência. Os serviços são aqueles que auxiliam diretamente uma pessoa com deficiência a selecionar, comprar ou usar os recursos acima definidos. É Qualquer instrumento adaptado como um lápis com um cabo curvado ou mais grosso, ou um teclado adaptado, leitores de tela. Pode ser um artefato rústico ou como os últimos citados programas especiais de computador que visam a acessibilidade. Hoje em dia é sabido que as tecnologias da informação e comunicação vem se tornando de forma crescente, importantes instrumentos de nossas cultura e, sua utilização, meio concreto de inclusão e interação no mundo (LEVY apud BASTOS, 2007, p.30).
No tocante as pessoas com deficiência essas tecnologias de informação e comunicação as tecnologias da informação e comunicação têm contribuído significantemente e têm permitido o acesso ao conhecimento com necessidades especiais independentemente dela qual seja. Desta forma busca-se integrar estas pessoas a sociedade, promovendo a inclusão  social. Devourny (2007, p. 8) menciona a importância dos profissionais em ajudar as pessoas com deficiência na superação das barreiras ao acesso a informação e ao conhecimento, para contribuir e reduzir o preconceito social e promover maior integração.
Tratando-se de projetos de produtos orientados para tecnologia assistiva, o processo compreende os aspectos de design universal, ergonomia de produto e usabilidade para atender o maior número de usuários, levando em conta a especificidade do usuário, a atividade executada e o cenário que está envolvido (OKUMURA; RUDEK; CANCIGLIERI JR., 2013). A classificação de uso de produtos da tecnologia assistiva para fase de elaboração de projetos divide-se em uso personalizado (por exemplo, prótese craniana), uso individualizado (por exemplo, aparelho celular, bengala), uso em grupo (por exemplo, bola com guizo) e uso na diversidade (por exemplo, material didático, rampa) (OKUMURA; CANCIGLIERI JR., 2014).
No contexto escolar , de acordo com a Lei Brasileira de Inclusão, as tecnologias assistivas passaram a fazer parte do cotidiano escolar para oferecer as adaptações razoáveis, que são adaptações, modificações e ajustes necessários e adequados que não acarretem ônus desproporcional e indevido, quando requeridos em cada caso, a fim de assegurar que a pessoa com deficiência possa gozar ou exercer, em igualdade de condições e oportunidades com as demais pessoas, todos os direitos e liberdades fundamentais; (BRASIL, 2015)
As tecnologias assistivas podem ser compostas de dois grande grupos: os recursos e os serviços.

## Recursos em Tecnologia Assistiva
Os recursos são todo e qualquer item, equipamento ou parte dele, produto ou sistema fabricado em série ou sob medida utilizado para aumentar, manter ou melhorar as capacidades funcionais de pessoas com deficiência.
Normalmente recursos são produtos ou itens adaptados. Podem variar de uma simples bengala a um complexo sistema computadorizado. Estão incluídos brinquedos e roupas adaptadas, computadores, softwares e hardwares especiais, que contemplam questões de acessibilidade, dispositivos para adequação da postura sentada, recursos para mobilidade manual e elétrica, equipamentos de comunicação alternativa, chaves e acionadores especiais, aparelhos de escuta assistida, auxílios visuais, materiais protéticos e milhares de outros itens confeccionados ou disponíveis comercialmente.

## Serviços em Tecnologia Assistiva
São aqueles prestados profissionalmente à pessoa com deficiência visando selecionar, obter ou usar um instrumento de tecnologia assistiva. Como exemplo, podemos citar avaliações, experimentação e treinamento de novos equipamentos.
Os serviços de tecnologia assistiva são normalmente transdisciplinares envolvendo profissionais de diversas áreas, tais como: fisioterapia, terapia ocupacional, fonoaudiologia, educação, psicologia, enfermagem, medicina, engenharia, arquitetura, design, técnicos de muitas outras especialidades

## Tecnologia adaptativa
O termo tecnologia adaptativa é freqüentemente usado como sinônimo de tecnologia assistiva apesar de serem termos diferentes. Tecnologia assistiva refere-se a qualquer item, peça de equipamento ou sistema de produto adquirido comercialmente modificado ou personalizado que seja usado para aumentar, manter ou melhorar as capacidades funcionais de pessoas com deficiência, enquanto tecnologia adaptativa cobre itens que são especificamente projetados para pessoas com deficiência e raramente são utilizados por pessoas sem deficiência. Em outras palavras, tecnologia assistiva é qualquer objeto ou sistema que aumenta ou mantém as capacidades das pessoas com deficiência, enquanto tecnologia adaptativa é qualquer objeto ou sistema projetado especificamente com a finalidade de aumentar ou manter as capacidades das pessoas com deficiência. Tecnologia adaptativa é um subconjunto da tecnologia assistiva e geralmente se refere especificamente ao acesso à tecnologia eletrônica e à tecnologia da informação.

## Mobilidade

### Cadeiras de rodas
Cadeiras de rodas são dispositivos que podem ser impulsionados manualmente ou eletricamente e que incluem um sistema de assentos, projetados para ser um substituto para a mobilidade normal que agrada a maioria das pessoas. Cadeiras de rodas e outros dispositivos de mobilidade permitem que as pessoas realizem atividades relacionadas à mobilidade da vida diária, incluindo alimentar-se, ir ao banheiro, tomar banho e vestir-se. Os dispositivos contam com uma série de variações, podendo ser movidos a mão ou por motores em que o usuário usa controles elétricos para controlar os motores e atuadores para controles de assento por meio de joystick, interface de sopro e sucção ou outros dispositivos de entrada. Muitas vezes há alças atrás do assento para alguém empurrar ou adicionar dispositivos de entrada para cuidadores. Cadeiras de rodas são usadas por pessoas que caminham com dificuldade ou não caminham devido a uma doença, lesão ou incapacidade. Pessoas com deficiência para sentar e caminhar muitas vezes precisam usar uma cadeira de rodas ou um andador.

### Dispositivos de transferência
Dispositivos de transferência geralmente permitem que pessoas com mobilidade reduzida sejam conduzidas pelos cuidadores entre camas, cadeiras de rodas, banheiros, cadeiras, macas, chuveiros, automóveis, piscinas e outros sistemas de apoio como mesas de exame, cirurgia ou radiografia. Os dispositivos mais comuns são os elevadores (transferência vertical), os bancos de transferência, as espreguiçadeiras ou as cadeiras conversíveis (transferência lateral ou supina), os elevadores de pé ou sentado (movimentação entre posições sentadas como de uma cadeira de rodas para um cômodo), os colchões infláveis (transferência supina como de uma maca para uma mesa de sala de operações) e as tábuas deslizantes (normalmente transferência de uma cama para uma cadeira de rodas). O pacientes altamente dependentes que não podem ajudar seu cuidador nas movimentações frequentemente requerem um elevador (um elevador de escada suspenso no chão ou no teto), que embora inventado em 1955 e em uso desde o início dos anos 1960 ainda é considerado o estado da arte nos Estados Unidos pela Occupational Safety and Health Administration (OSHA) e pela American Nursing Association.

### Andadores
O andador é uma ferramenta para pessoas com deficiência que precisam de apoio adicional para manter o equilíbrio ou estabilidade durante a caminhada, que consiste em um apoio aproximadamente na altura da cintura com cerca de doze polegadas de profundidade e um pouco mais largo que o usuário. Os andadores também estão disponíveis em outros tamanhos, tanto para crianças quanto para pessoas pesadas. Os andadores modernos têm altura ajustável. As duas pernas dianteiras do andador podem ou não podem ter rodas anexadas dependendo da força e das habilidades do usuário. Também é comum ver rodas ou deslizadores nas pernas traseiras de um andador com rodas dianteiras.

### Próteses
A prótese é um dispositivo que substitui uma parte do corpo ausente. Faz parte da área da biomecatronica, a ciência do uso de dispositivos mecânicos com músculo, esqueleto e sistema nervoso humanos para ajudar ou melhorar o controle motor perdido por trauma, doença ou deficiência. As próteses são tipicamente usadas para substituir partes perdidas por lesões (traumáticas) ou ausentes desde o nascimento (congênitas) ou para complementar partes do corpo com deficiência. Dentro do corpo humano, as válvulas cardíacas artificiais estão em uso comum com corações artificiais (com os pulmões estão em uso menos comum, mas sob desenvolvimento de tecnologia ativa). Entre outros dispositivos médicos e auxiliares que podem ser considerados próteses estão aparelhos auditivos, olhos artificiais, obturador palatal, bandas gástricas e dentaduras.
As próteses não são especificamente órteses, embora uma prótese possa acabar tendo alguns ou todos os benefícios funcionais de uma órtese em determinadas circunstâncias. As próteses são tecnicamente um item completo. Por exemplo, um joelho C-Leg sozinho não é uma prótese, mas apenas um componente protético. A prótese completa consistiria no sistema de fixação do membro residual (geralmente um "soquete") e todos os componentes de hardware de fixação, incluindo o dispositivo terminal. Os termos prótese e órtese são usados para descrever dispositivos como um joelho protético ou as respectivos áreas da saúde. Os próprios dispositivos são adequadamente referidos como próteses ou órteses.

## Deficiência visual
Muitas pessoas com deficiências visuais graves vivem de forma independente, utilizando várias ferramentas e técnicas.Entre os exemplos de tecnologia assistiva para deficiência visual estão leitores de tela, lupas de tela, impressoras Braille, lupas de vídeo de mesa, gravadores de voz e cães-guia. 

### Leitor de tela

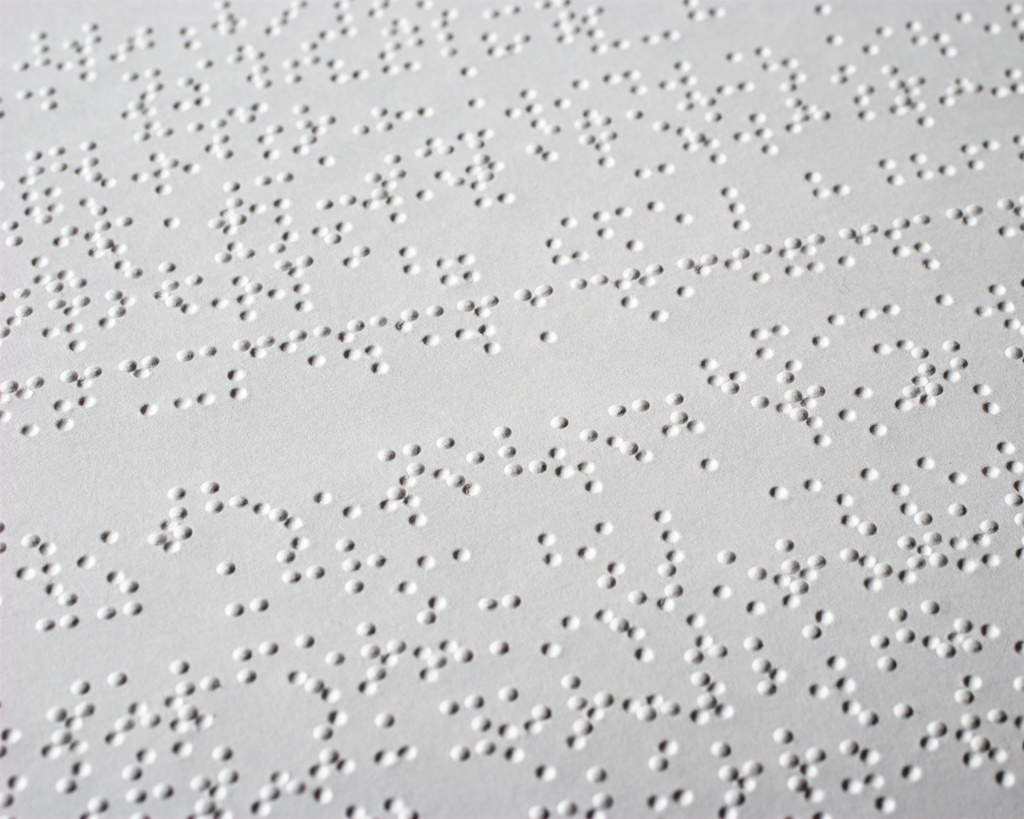
Braille é um sistema de pontos em relevo que representam letras, números, pontuação e palavras.

Os leitores de tela permitem que os deficientes visuais tenham acesso fácil às informações eletrônicas. Estes programas de software se conectam a um computador para ler o texto exibido em voz alta. Há várias plataformas e aplicativos disponíveis por diferentes valores.

### Braille e impressora Braille
Braille é um sistema de pontos em relevo formados em unidades chamadas células braille. Uma célula braille completa é composta de seis pontos com duas linhas paralelas de três pontos, mas outras combinações e quantidades de pontos representam outras letras, números, sinais de pontuação ou palavras. As pessoas podem usar os dedos para ler o código de pontos em relevo. Diferente de uma impressora padrão que utiliza tinta, a impressora Braille imprime os pontos em relevo em uma página. Algumas impressoras braille combinam braille e tinta para que os documentos possam ser lidos com a vista ou com o toque.

### Lupa eletrônica
As lupas eletrônicas são dispositivos eletrônicos que usam uma câmera e uma tela de exibição para a ampliação digital de materiais impressos. As lupas eletrônicas ampliam páginas impressas para pessoas com baixa visão. Uma câmera conecta-se a um monitor que exibe imagens em tempo real, enquanto o usuário controla configurações como ampliação, foco, contraste, sublinhado, destaque, entre outras preferências de tela. As lupas eletrônicas têm vários tamanhos e estilos (algumas são pequenas e portáteis com câmeras portáteis, enquanto outras são muito maiores e montadas em um suporte fixo).

### Software de ampliação de tela
Um ampliador de tela é um software que interage com a saída gráfica de um computador para apresentar um conteúdo de tela ampliado. O software de ampliação de tela permite aos usuários ampliar os textos e os gráficos em suas telas de computador para facilitar a visualização. Semelhante às lupas de vídeo de mesa, esta tecnologia auxilia pessoas com baixa visão. Depois que o usuário carrega o software na memória do computador, ele serve como uma espécie de lupa de computador (onde quer que o cursor do computador se mova, ele amplia a área à sua volta). Isto permite maior acessibilidade do computador para pessoas com diferentes capacidades visuais.

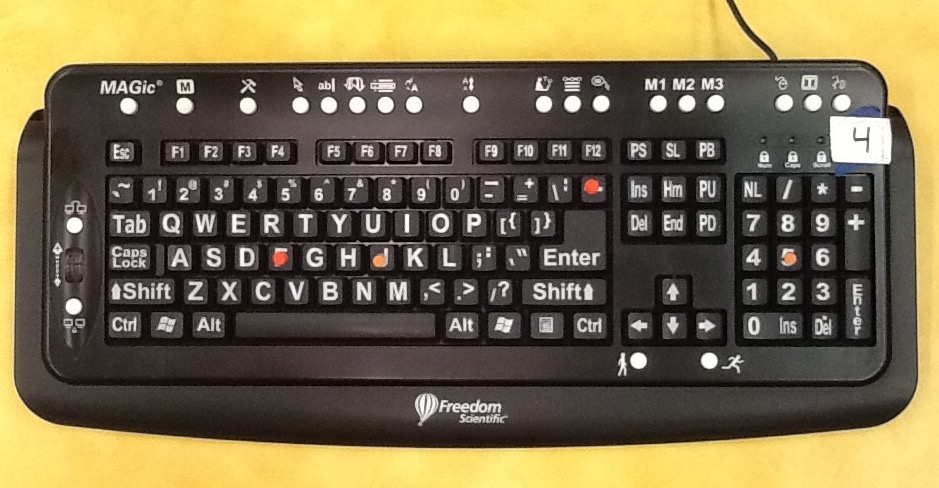
Teclados com letras ampliadas possui elementos táteis e teclas especiais para pessoas com deficiência visual.

### Teclado com letras ampliadas
Um teclado com letras ampliadas tem letras grandes impressas nas teclas. Na imagem ao lado, os botões redondos na parte superior podem ampliar a tela (zoom in), alterar a cor do fundo de tela ou aumentar o cursor do mouse. Os bump dots nas teclas ajudam o usuários a encontrar as teclas certas usando o tato.

### Assistente de navegação
A tecnologia assistiva para navegação explodiu no banco de dados IEEE Xplore desde 2000, com mais de 7.500 artigos sobre tecnologias assistivas e deficiência visual nos últimos 25 anos e mais de 1.300 artigos sobre resolução de problemas de navegação para cegos ou deficientes visuais na área de engenharia. Além disso, mais de 600 artigos sobre realidade aumentada e deficiência visual têm aparecido na literatura de engenharia desde 2000. A maioria destes artigos foram publicados nos últimos 5 anos e o número de trabalhos está aumentando a cada ano. GPS, acelerômetros, giroscópios e câmeras podem identificar a localização exata do usuário e fornecer informações sobre o que está nas imediações e assistência para chegar a um destino.
Alguns assistentes de navegação incluem:
1. Ariadne GPS
2. Be My Eyes
3. Blavigator
4. BlindSquare
5. BrailleNote GPS
6. Buzzclip
7. Cydalion
8. EyeMusic
9. GetThere
10. Horus
11. Low Viz Guide
12. Nearby Explorer
13. PERCEPT System
14. Sendero GPS LookAround
15. Talking Goggles
16. The vOICe
17. WalkyTalky

## Sistema de resposta de emergência pessoal
O sistema de resposta de emergência pessoal são um tipo particular de tecnologia assistiva que utiliza sensores eletrônicos conectados a um sistema de alarme para ajudar os cuidadores a gerenciar riscos e ajudar as pessoas com deficiência a permanecerem independentes em casa por mais tempo. Um exemplo seria os sistemas voltados para pessoas sênior, como detectores de queda, termômetros (para o risco de hipotermia), inundações e sensores de gás sem iluminação (para pessoas com demência leve). Estes alertas podem ser personalizados para os riscos da pessoa em particular. Quando o alerta é disparado, uma mensagem é enviada para um cuidador ou uma central de contato que pode responder adequadamente.

## Software de acessibilidade
Na interação homem–computador, a acessibilidade do computador (também conhecida como computação acessível) refere–se à acessibilidade de um sistema de computador a todas as pessoas independentemente da incapacidade ou da gravidade da deficiência. Por exemplo, as diretrizes de acessibilidade da web. Uma outra abordagem é que o usuário apresente um token ao terminal do computador como um cartão inteligente, que tenha informações de configuração para ajustar a velocidade do computador, o tamanho do texto, entre outras características às suas necessidades particulares. Isto é útil quando os utilizadores pretendem acessar terminais de computadores públicos em bibliotecas, caixas eletrônicos, quiosques de informação, entre outros. O conceito é abrangido pelo Sistema de Cartões de Identificação CEN EN 1332–4 – Interface Homem–Máquina. Na Europa, o desenvolvimento desta norma foi apoiado pela SNAPI e incorporado nas especificações da Lasseo, mas com sucesso limitado devido à falta de interesse dos fornecedores de terminais de computadores públicos.
No Brasil, para acessibilidade do computador, temos o software DOSVOX, desenvolvido pela UFRJ e que possibilita a pessoa cega utilizar o computador, editar texto, abrir arquivos, enviar e receber e-mails, fazer atividades escolares e imprimir diretamente na impressora braille.

## Deficiência auditiva
As pessoas surdas ou com deficiência auditiva tem dificuldade para se comunicar e perceber a informação. Portanto, estas pessoas muitas vezes dependem de meios visuais e táteis para receber e comunicar informações. O uso de tecnologia assistiva e dispositivos fornece a elas várias soluções para os seus problemas como som mais alto, feedback tátil, pistas visuais e melhor acesso à tecnologia. As pessoas surdas ou com deficiência auditiva utilizam uma variedade de tecnologias assistivas que lhes proporcionam uma melhor acessibilidade à informação em vários ambientes. A maioria dos dispositivos fornece som amplificado ou formas alternativas de acesso à informação por meio da visão e ou de vibrações. Estas tecnologias podem ser agrupadas em três categorias gerais, tecnologia de Audição, dispositivos de alerta e suporte de comunicação.

### Aparelho auditivo
Um aparelho auditivo é um dispositivo eletroacústico projetado para amplificar o som para o usuário, geralmente com o objetivo de tornar a fala mais inteligível, e para corrigir a deficiência auditiva de acordo com a audiometria. Este tipo de tecnologia assistiva ajuda as pessoas com perda auditiva a participar mais plenamente em suas comunidades, permitindo que elas ouçam com mais clareza. Os aparelhos auditivos amplificam qualquer e todas as ondas sonoras por meio do uso de um microfone, um amplificador e um alto-falante. Há uma grande variedade de aparelhos auditivos disponíveis, incluindo digital, no ouvido, no canal, atrás da orelha e no corpo.

### Dispositivo de assistência auditiva
Os dispositivos de assistência auditiva incluem dispositivos de assistência auditiva FM, infravermelhos e loop. Este tipo de tecnologia permite que as pessoas com dificuldades de audição para se concentrar em um alto-falante sem ruídos de fundo e distrações, tornando lugares como auditórios, salas de aula e reuniões muito mais fácil para participarem. Os dispositivos de assistência auditiva geralmente usam um microfone para capturar uma fonte de áudio próxima à sua origem e transmiti-la sem fios por meio de uma transmissão FM (modulação em frequência), IR (infravermelho), IL (induction loop), entre outros métodos. A pessoa que está ouvindo pode usar um receptor FM / IR / IL para sintonizar o sinal e ouvir no volume ideal.

### Telefone amplificado
Este tipo de tecnologia assistiva permite aos usuários amplificar o volume e a clareza dos telefonemas para que eles possam utilizar mais facilmente neste meio de comunicação. Os usuários também podem ajustar a freqüência e o tom de uma chamada para atender às suas necessidades individuais. Há vários modelos de telefones amplificados, com diferentes graus de amplificação. Por exemplo, um telefone com 26 a 40 decibéis é geralmente suficiente para perda auditiva leve, enquanto um telefone com 71 a 90 decibéis é melhor para perda auditiva mais grave.

## Comunicação aumentativa e alternativa

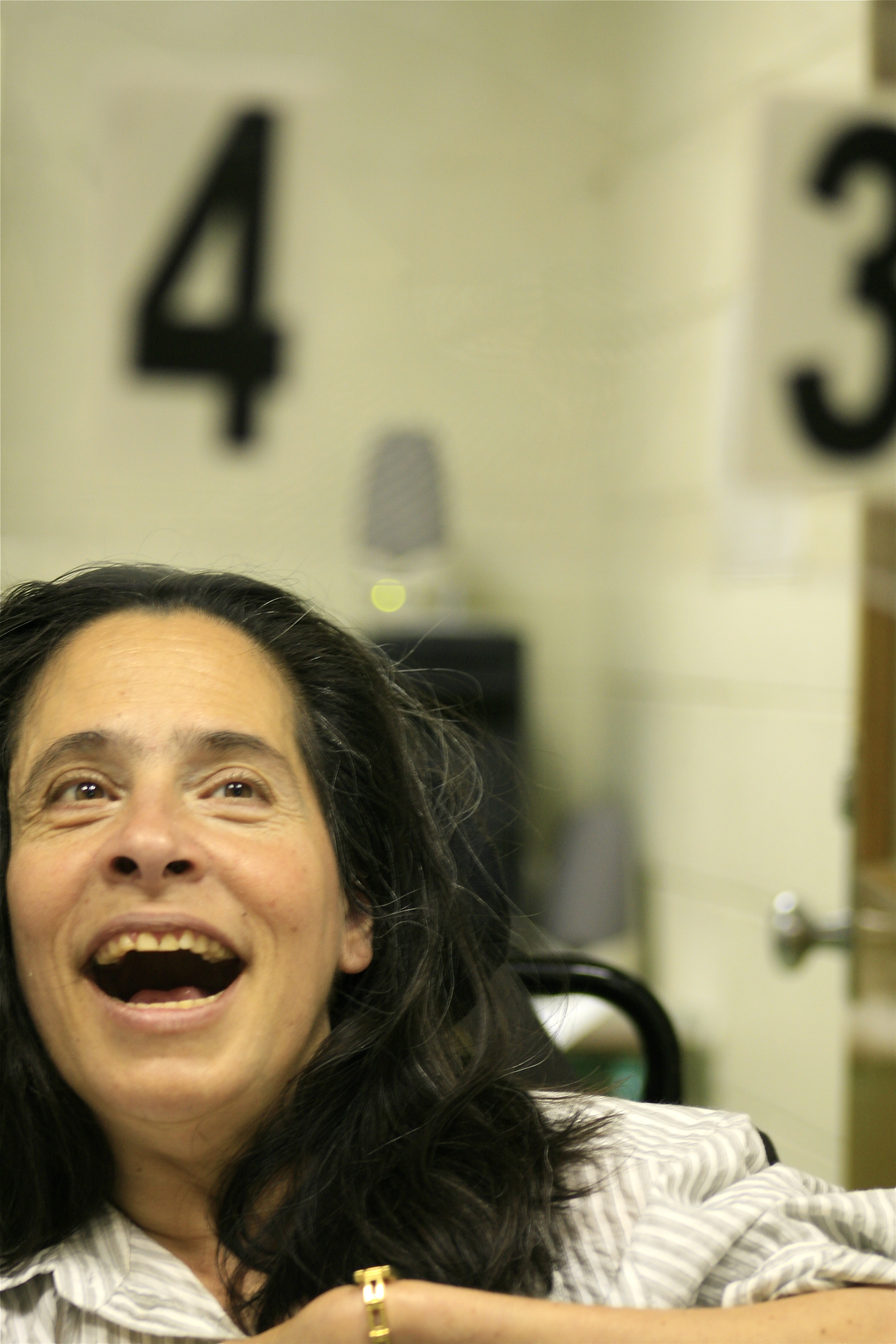
Um usuário de comunicação aumentativa e alternativa usa um eye gaze.

A comunicação aumentativa e alternativa é um termo abrangente que engloba métodos de comunicação para pessoas com deficiências ou restrições na produção ou na compreensão da linguagem falada ou escrita. Os sistemas de comunicação aumentativa e alternativa são extremamente diversos e dependem das capacidades do usuário, podendo ser dispositivos básicos como imagens em uma placa usadas para pedir comida, bebida ou outros cuidados ou dispositivos de geração de fala avançados baseados na síntese de fala capazes de armazenar centenas de frases e palavras.

## Deficiência cognitiva
As tecnologias assistivas para deficiência cognitiva (geralmente tecnologias de alta geração) são usadas para aumentar e auxiliar processos cognitivos como atenção, memória, auto-regulação, navegação, reconhecimento emocional e gestão, planejamento e atividade de sequenciamento. Revisões sistemáticas sobre esta área do conhecimento mostram que o número de tecnologias assistivas para deficiência cognitiva está crescendo rapidamente (embora se concentrem na memória e no planejamento), que há evidências emergentes de eficácia e que há muito espaço para desenvolver novas ferramentas. Entre os exemplos de tecnologias assistivas para deficiência cognitiva estão os estrangeiros NeuroPage, que informa os usuários sobre reuniões, Wakamaru, que fornece companhia, lembra aos usuários de tomar remédios e realiza chamadas para ajudar se algo está errado, e o sistema de telefone Reassurance.

### Auxiliares de memória
Os auxílios de memória são tecnologias assistivas que ajudam a aprender e a lembrar certas informações. Muitos auxiliares de memória são usados para deficiências cognitivas como leitura, escrita ou dificuldades organizacionais. Por exemplo, um Smartpen grava notas manuscritas, criando uma cópia digital e uma gravação de áudio do texto. Os usuários simplesmente tocam em certas partes de suas notas e a caneta as salvam e as lê de volta para eles. A partir daí, o usuário também pode baixar suas anotações em um computador para aumentar a acessibilidade. Os gravadores de voz digitais também são usados para gravar informações na hora para recupera-las de maneira mais fácil e rápida mais tarde.

### Software educacional
Software educacional é um software que auxilia pessoas com dificuldades de leitura, aprendizagem, compreensão e organização. Qualquer software como leitores de texto, notetakers, ampliadores de texto, ferramentas de organização, previsões de palavras e processadores de texto se enquadra na categoria de software educacional.

## Uso da IOT na tecnologia assistiva
Uma outra possibilidade de uso da tecnologia assistiva é a integração com componentes integrantes da Internet das Coisas (ou IOT), que tem se desenvolvido muito nos últimos anos, sendo uma alternativa viável para uma promoção maior de acessibilidade, por meios eletrônicos. A literatura científica atual tem reportado que há uma preocupação crescente no uso da computação úbiqua (ou UbiComp), cuja premissa é "incorporar dispositivos
computacionais em todos os lugares, e ativos em todos os momentos, auxiliando o ser humano de forma natural, e o mais transparente possível, minimizando a exigência de intervenção de seu usuário e ajustando o seu comportamento de acordo com o estado atual do contexto de interesse do usuário". Contudo, tem se observado que os projetos de UbiComp "não utilizam conceitos modernos, como a Internet das Coisas explorando o atendimento através de uma rede distribuída de atores e componentes", conforme citado em revisões de literatura de trabalhos científicos sobre a temática, feitos em tempos recentes .